# Дарбинян, Ншан Авакович
Ншан Авакович Дарбинян (10 мая 1922 — 1 ноября 1996) — участник Великой Отечественной войны, Герой Советского Союза, гвардии старший сержант, механик-водитель танка 49-й гвардейской танковой бригады 12-го гвардейского танкового корпуса 2-й гвардейской танковой армии 1-го Белорусского фронта.

## Биография
Родился 10 мая 1922 года в селе Неркин Туркменлу Эчмиадзинского уезда Армянской ССР (ныне Республика Армения) в семье крестьянина. После окончания сельской средней школы работал трактористом в колхозе родного села.
В июле 1941 года вместе с 28-ми сельчанами записывается в добровольцем в ряды Красной Армии, после чего в сентябре этого же года направляется на военную подготовку в Сталинград, откуда окончив обучение, перенаправляется на реку Дон в село Панчук для прохождения дальнейшей службы. С началом Сталинградской битвы воинская часть, в которой находился Дарбинян, 15 сентября 1942 года перебрасываться в город на помощь обороняющимся. В боях за город Сталина 17 ноября 1942 года Ншан Авакович был тяжело ранен и направлен в Самаркандский военный госпиталь на излечение, по выписке из которого был командирован в Нижний Тагил в танковую школу для обучения по специальности механик-водитель.
Окончив 3-х месячные курсы и овладев специальностью, Дарбинян возвращается на фронт, где в составе 49-й гвардейской танковой бригады 12-го гвардейского танкового корпуса 2-й гвардейской танковой армии 1-го Белорусского фронта в звании гвардии старший сержант и должности механика-водителя танка участвует в боях с немецко-фашистскими захватчиками, проявляя при этом отвагу и героизм. В боях на территории Польши 21 января 1945 года управляемый комсомольцем Дарбиняном танк Т-34 под номером № 315 в составе группы из 4 танков первым ворвался в город Иновроцлав. Были захвачены железнодорожная станция, телеграф, радиоузел, аэродром противника. Продолжая наступление, группа танков перерезала шоссейную дорогу на западе города и отрезала врагу пути отхода.
За время нахождения на фронте старший сержант Дарбинян прошёл путь от Сталинграда до Берлина. Военная выучка и отвага танкиста не остались незамеченными командным составом, сержант был приставлен к званию Героя Советского Союза.
- Указом Президиума Верховного Совета СССР от 27 февраля 1945 года за образцовое выполнение боевых заданий командования на фронте борьбы с немецко-фашистскими захватчиками и проявленные при этом мужество и героизм рядовому Дарбинян Ншану Аваковичу присвоено звание Героя Советского Союза с вручением ордена Ленина и медали «Золотая Звезда»(№ 5725)[1].

Получив награду, Дарбинян вошёл в список 33-х награждённых за период Великой Отечественной войны высшей наградой Советского союза солдат и офицеров 49-й гвардейской танковой бригады.
По окончании войны учился в партшколе при ЦК КП Армении. Работал в Эчмиадзинском райкоме партии, председателем райпотребсоюза, начальником горгаза города Эчмиадзин.

## Награды
- Герой Советского Союза;
- орден Ленина;
- орден Красной Звезды;
- орден Отечественной войны I степени;
- орден Славы III степени;
- медали.